# Demokratisk fostran i USA
Demokratisk fostran i U.S.A. är en bok skriven av Elsa Skäringer-Larsson. Boken var när den kom ut år 1941 ett pionjärverk inom skolans demokratiska uppdrag och demokratisk fostran, den var sitt första i sitt slag i Sverige. 
Genom Elsa Köhler hade Elsa Skäringer-Larsson även kommit i kontakt med tankarna hos den amerikanska pragmatismen, ofta personifierad av filosofen och pedagogen John Dewey. I april 1939 reste hon tillsammans med sin kollega Ester Hermansson till USA för att på plats skaffa sig kunskap om de nya pedagogiska idéerna. Deweys efterträdare vid Columbiauniversitetet, professor William H. Kilpatrick, tog emot de två svenska lärarinnorna och under månaderna i USA varvade de deltagande i universitetskurser med föreläsningar och studiebesök på olika skolor. De samlade också in material av olika slag att ta med sig hem: böcker, forskningsrapporter, undervisningsplaner med mera. Det var framför allt kopplingen mellan forskningen och klassrumspraktiken som stod i fokus för deras intresse.  Resan resulterade i boken Demokratisk fostran i U.S.A., som när den år 1941 var en av Sveriges första böcker om skolans demokratiska uppdrag och demokratisk fostran.  